# Goodtime Charley
Goodtime Charley és un musical amb llibret de Sidney Michaels, música de Larry Grossman i lletres de Hal Hackady.
Es tracta d'una visió humorística dels fets històrics reals, entre en el Delfí de França, que evoluciona des d'un jove hedonista enamorat de les dones en general (i de Joana d'Arc en particular) cap a ser tot un rei, mentre que Joan segueix les seves veus fins a la seva tràgica sort.

## Rerefons
L'espectacle es va anunciar originalment amb el títol "Charley and Joan", amb Al Pacino i Barbara Harris com els caps de cartell previstos. Va patir grans canvis al llarg de la seva etapa de desenvolupament, sobretot quan Joel Grey va mostrar el seu interès en fer-lo. El guió i la partitura es van reescriure significativament per adaptar la peça a la seva personalitat i talent. Els productors estaven tan desitjosos de llançar Ann Reinking com Joan, que van posar-ho tot en espera mentre es recuperava d'una lesió d'esquena que havia patit mentre actuava a Over Here!. El retard resultaria perjudicial, ja que Grey havia signat per la pel·lícula Buffalo Bill and the Indians i tenia temps limitat per comprometre's amb el projecte escènic.

## Produccions
La gira de rodatge començaria a la ciutat de Boston va suposar importants retallades per tal de retallar el temps de durada des de les tres hores i mitja fins als noranta minuts més raonables abans que el programa continués fins a Philadelphia, on ara les crítiques eren un deliri. i, finalment, Nova York.
El musical es va estrenar a Broadway el 3 de març de 1975 al Palace Theatre, on es van fer només 104 representacions i dotze prèvies, tancant-se el 31 de maig quan els productors no van poder trobar una estrella de nom per substituir Grey, que havia de marxar. El director va ser Peter H. Hunt, coreografia original i de Dennis Nahat (que va introduir els dissenyadors Willa Kim i Rouben Ter-Arutunian), substituït després de Filadèlfia per la coreògrafa Onna White, amb disseny escènic de Rouben Ter-Arutunian, disseny de vestits de Willa Kim, disseny d'il·luminació de Feder i orquestracions de Jonathan Tunick. El repartiment incloïa Susan Browning, Richard B. Shull, Louis Zorich i Grace Keagy.
El 42nd Street Moon de San Francisco, Califòrnia, va presentar una versió concertada en la seva sèrie "Lost Musicals" del 5 al 23 de juny de 1996. Aquesta versió, en consulta amb Grossman i Hackaday, va restaurar tres cançons tallades abans de l'estrena de Broadway: "All She Can Do is Say No", "Tomorrow's Good Old Days", i "There Goes the Country", van tornar l'espectacle al seu concepte origina.
Un revival a la ciutat de Nova York, protagonitzada per Daniel Reichard, va ser presentat al Arclight Theatre el setembre del 2001.
La companyia "The Musicals in Mufti" va presentar el musical com un concert escenificat del 27 de juny del 2008 al 29 de juny, amb Jenn Colella (Joan) i Matt McGrath (Charley). El Beautiful Soup Theatre Collective de Nova York el va presentar com a lectura de benefici al març de 2012.
La RCA va publicar una gravació del repartiment original.

## Sinopsi
Acte I
Obertura

Pròleg: 6 de març de 1429. La Guerra dels Cent Anys arriba al seu 92è any i es dirigeix a tot tipus de rècords a llarg termini. Charles Valois somia amb coses properes a ell: reis i reines, cosins i cortesans, béns i castells, tractats i herències. És un malson. En els seus imaginaris veu l'interior d'una catedral. Les estàtues de la història reuneixen els nínxols. Quan arriben a la vida i comencen a parlar-se, la intriga comença a sonar com una activitat quotidiana i amb qui fa tant de gustos com de pastisseria francesa fantàstica. El rei Enric V d'Anglaterra ha creuat el Canal per conquerir França. Ell va dir al rei boig Carles VI de França que seria "boig resistir• ... Carles VI s'ha classificat fàcilment per honors de bogeria - es va casar amb la reina Isabel de Baviera.
Quan la filla d'Isabella, la reina Kate fa una xerrada sobre la propera batalla a Agincourt, Isabella considera que pot negociar aquesta sortida en un bonic, net i minuciós que t'ho portes, i això, aconseguirà allò i l'allò -perquè-jo-estava en el tractat de Troyes-abans-de vosaltres. El problema és que ha deixat Charley, el seu fill bastard, fora dels dividends. Empès al voltant de Charley, que també és el germà de Kate, el nebot de Phillip de Bourgogne, marit de Marie (s'havia casat amb el Dofí quan tenia cinc anys), gendre de la reina Violant de Sicília. No obstant això, el Papa, cosí de Violant, surt per la reivindicació de Charley al tron. Tots defensen, amenacen. Però Isabella té una resposta: Obteniu un arquebisbe i un general per controlar Charley, i tots seran tallats.
Quan Charley es desperta del seu son habitual de 14 hores, explica a l'arquebisbe sobre el somni. «El meu pare es va tornar boig, la meva germana es va casar amb el pitjor enemic, el meu oncle va jurar destruir-me i la meva mare em va declarar un bastard.» També va adonar-se que el malson era tot cert i que és l'únic home a França amb "un arquebisbe com a mainadera".
El general entra i informa a Charley que «encara hi ha una altra noia en edat adolescent que creu que ha vist Déu» està a l'esquerra a la sala gran. Charley es pregunta quan es farà realitat la rima del parvulari "Merlí el mag". En qualsevol cas, espera que mai hagi de ser rei amb totes aquestes responsabilitats. Va somiar el seu desig més estimat, només per tenir un "bon temps Charley" 
Al Gran Saló, Charley es troba amb Agnes Sorel, que va dormir amb gairebé tots els homes a França, excepte ell. Ella l'ha evitat fins que faci alguna cosa noble per França.
L'arquebisbe li recorda a Charley que ha baixat per provar la donzella Joan sobre la seva reivindicació de la guia divina. Li donen la prova "Troba el Dofí", un joc d'amagatall. Charley és l'última persona que algú triaria com a príncep. Vestit amb draps, es perd en la multitud del palau; la noia l'ha d'assenyalar amb l'ajuda només dels seus sants. Tothom que ho ha intentat abans ha fallat.
Quan Joana tria el Dofí, tots els escèptics queden impressionats, tret de l'Arquebisbe i el General. Charley ha de presentar una prova més dura. "Digues-me el meu últim desig d'aniversari", diu. Joana remarca ofesa que probablement es tractés de "Si us plau, Déu, no em deixeu haver de ser rei", i l'ha tocat per casualitat. Joana té tot just 17 anys, però, quan demana un exèrcit per dirigir per aixecar el setge d'Orléans, conquerir tots els castells del Loira i continuar des d'allà, diu Charley: "Dona-li l'exèrcit".
Aquella nit, Minguet, la pàgina més antiga d'Europa, porta a Joana a l'estudi del Dofí. Charley té una història al cap. Tot el que té Joana al seu és un cavall, una espasa i un vestit de cuirassa. Tot i que Charley té una gran relació amb les seves habilitats per dirigir un exèrcit, diu que està bé al cavall i a la cuirassa. Té un vestit propi que ni tan sols s'ha desembalat. Se li ha enviat com un kit de joguines de tipus "fes-ho tu mateix", completat amb un desplaçament d'indicacions "senzilles". Ell l'ofereix a Joan, però ella insisteix que ho prova per veure com es veurà quan serà coronat rei de França.
Joana encara necessita una espasa. És massa perillós, pensa Charley: una persona podria morir. Després raona que està tan fora de la seva ment com el seu pare, així que almenys es mereix l'espasa del pare. Ell la dona i l'envia a Orléans.
Quan Agnes entra a la conversa i sent això, ella diu gratament: «Li heu donat l'exèrcit. Oh, meu príncep! Estic aquí. Sóc vostre.» Joana i Minguet es queden sols. Ell li explica els dolors creixents del Dofí i ella es pregunta sobre ells.
Finalment Charley aconsegueix Agnès. Realment té molt talent al dormitori; ell reconeix que té raó sobre això. Però ara es preocupen per Joana i el que va a fer, enviant-la a "jugar a la guerra" i per la gent i la seva passió per la violència. Creu que potser una nota del seu oncle Phillip aconseguirà que aquest objecte cridés al setge. Dicta una carta a Agnes.
Tres setmanes després, l'Arquebisbe i el General es troben en un conflicte: Joana fa tot el que va dir que dirigiria l'exèrcit, va guanyar la batalla d'Orléans i va fer fugir els anglesos. Els seus èxits els estan salvant. Charley, extàtic pels seves gestes, ha ordenat que el castell llueixi pel seu retorn victoriós, fins i tot ordena una armadura d'or sòlida per als seus guàrdies. Aleshores s'assabenta dels plans d'en Joana de perseguir els anglesos fora de França. Si continua guanyant, acabarà havent de ser rei i haurà d'acceptar l'impressionant pes de la responsabilitat. Això és una mica per a Charley, sobretot quan se li diu que planeja anar a París també (on viu Isabella). Haurà d'enfrontar-se a la seva mare a menys que cridi Joana immediatament. Però com?
L'arquebisbe i el general li diuen a Charley que algú que realment sap manejar una dona s'ha de trobar per a vi, per sopar i per fer la cort a Joana. Parla de com va enlluernar Agnes, la va fer oblidar els seus dies, nits i dies i nits amb una llista interminable d'altres homes. Quan l'Arquebisbe i el General deixen de banda la ganga i ofereixen instruccions sobre l'amor, Charley els diu: "Deixa-ho a mi. El romanç és el meu fort".
Charley i Joana es troben en un bosquet romàntic a prop del castell de Chinon. Ell està a punt, però ella defensa els seus suggeriments de la manera més gentil.
Joana es troba en una cadena ininterrompuda de conquestes dels castells del Loira - Jargeau, Meung, Beaugency, Patay, després la ciutat de Troyes, finalment Reims. Charley volia cridar-la al mig. Ella no pararia.
Ara, l'interior de la catedral de Reims és ple de coronació per Charley. No hi ha hagut temps per assajar i les coses es confonen. Joana anuncia que marxarà a París al matí. Charley no en tindrà. És el seu exèrcit. És el rei. Vol la guerra. Ell vol la pau.
Diu, continuarà, fins que França sigui completament lliure, tot i que fa algun temps que no ha sentit a parlar les seves "veus" i no sap per què. Però ha fet algunes exigències polítiques contundents, incloent-hi una mica de nepotisme (comissions per als seus germans, noblesa per als seus pares, exempcions d'impostos, etc.) Fins i tot voldria que el nom de la ciutat de la ciutat fos posat en nom seu. No li sembla gens sa a Charley: actua com tots els altres éssers humans.
Per fi la cerimònia de coronació. Tothom s'agenolla menys Joana. Charley es mostra furió davant la seva obstinació, mentre ella es troba, immòbil mentre el Dofí és coronat rei de França.
ACTE II
Charley i Joana estan de gira per les províncies. Està tractant d'efectuar la reconciliació amb la seva família. Fins i tot ha aconseguit que Joana es tregui l'armadura i porti un vestit, que forma part del seu pla convèncer tothom que només és una simple pastora.
Joana s'ha calmat una mica: ha perdut la primera batalla al marxar contra París. Charley intenta presentar-la a tots els seus parents, enviant a Minguet a dir que Joana ja no és una amenaça. Tornen a enviar les seves pròpies descripcions: "puta, bruixa, assassina, mentidera". Els seus intents de calmar a tothom fracassen quan Joana amenaça més batalles si "els vilans i els bulls que violen França des de fa 100 anys no s'aturen!"
Charley li diu a Joana que les coses han de canviar, ell la limita a Chinon. Però Joana diu que les seves "veus" han tornat de sobte per dir-li que Phillip trencarà la treva i atacarà Compiègne a la primavera. "Suficient!" Charley mana. "Exigeixo obediència. Sóc el rei." "No escoltaré ningú tret de les meves veus", crida Joana.
És la primavera. Minguet, ara un escuder, i Agnes es troben al pati de Chinon. Hi ha hagut molt descontentament durant l'hivern. Charley i Joana no es parlen des de fa mesos, ni una sola paraula. Minguet confia que aviat estaran junts. Preveu un esdeveniment que pugui fer-ho - una certa catàstrofe. Ells decideixen que han d'estar agraïts per petites benediccions.
La catàstrofe arriba: el duc de Borgonya trenca la treva, ataca Compiègne. I ho fa junt amb Charley i Joan, a la riba de la Vienne, a prop de Chinon.
Compiègne s'espera que caigui en una setmana. Les "veus" d'en Joana l'han advertit de no entrar a la batalla. Serà capturada si ho fa. Ella vol que Charley actuï com un rei i marxi. Discuteixen. Els perills per a Compiègne són més certs. Finalment Joana diu que ha d'anar. Si és capturada, Charley pot venir a rescatar-la. Ell jura al Cel que són "la parella més estranya que ha tingut a veure els uns amb els altres en tota la història, sense res en comú". Joana diu que tenen una cosa en comú, "Estimem França". I es dirigeix a la batalla.
Pocs dies després, l'arquebisbe i el general es troben en un confessionari. Joana ha estat capturada; ells són els responsables. El seu judici comença l'endemà. Li han promès a Charley que la deixarien.
Joana és a una cel·la de la presó, a Rouen, jutjada i condemnada per bruixeria i altres faltes assortides. Però Charley encara no ha fet res per salvar-la. És el 30 de maig de 1431. Tanmateix, Charley està intentant fer alguna cosa. Ell i Minguet es troben enfilats fora de les muralles de Rouen. Tanmateix, no hi ha suficients tropes per entrar a la ciutat. Charley té un altre pla i Agnes, vestida de monja, ha visitat la presó per veure a Joana per dur-la a terme.
El pla és senzill. Joana signarà una confessió, admetrà una bogeria temporal, jurarà que no hi ha "veus" i la llei de l'Església restituirà la pena de mort. Aleshores, després de sis mesos de presó, Charley li comprarà la llibertat. En no voler morir, Joana signa el paper per Agnes, que el dona a un guàrdia quan surt.
Ara, Joana té un segon pensament sobre aquell paper: es va dirigir contra les seves "veus" a Compiègne i l'havien capturat tal com l'havien advertit, i ara les torna a desafiar amb aquesta falsa confessió. Veu el joc de Charley, el seu pla de pagar tota França per ella i no tenir res per regnar. És més del que farà. Charley només haurà de ser rei de França. Agafa el paper del guàrdia i l'estripa.
Tres setmanes després, el Gran Saló està ple de gent, inclosos els parents de Charley. Joana ha estat cremada a la pira. Milers ho van veure. L'arquebisbe, però, està intentant convèncer Charley que ha tornat a la vida, que hi ha hagut una resurrecció miraculosa i Joana pot ajudar a escriure la treva amb Phillip. Una noia entra. Ella s'assembla exactament a Joana. Charley demana perdó per no intentar salvar-la. Però no és més que una altra intriga. La noia és una falsa, que ha estat sotmesa a l'enyorança per l'arquebisbe, el general i els parents de Charley. El rei ordena que l'impostora sigui alliberada i que tots els seus enemics siguin arrestats al lloc. Quan els guàrdies dubten, Charley agafa un ganivet, mata l'arquebisbe i el general mentre fugen els seus parents.
Epíleg: 32 anys després, el 28 de febrer de 1461. El Gran Saló està ple de gent, Charley és al seu tron. Un cortesà acaba de anunciar: "Senyores i senyors. Et dono el rei Carles, que va ser ben servit per la beneïda Joana d'Arc. Et dono el rei Carles, que va unificar i va crear una nació francesa monoplaça. Et dono el rei Carles, els meus amics, que van dirigir-se a la batalla al capdavant de les seves tropes, van prendre Rouen i van reconèixer el judici que reivindicava la verge màrtir de Lorena. Et dono el rei Carles, que avui fa 58 anys. El dono el rei Carles VII de França."
Quan el grup surt, Charley reflexiona i somnia. Veu la paret de la catedral del seu antic malson. Ara és un somni bonic. Joana està sola en un nínxol. Parlen. Ella li diu que s'ha guanyat el seu lloc en la història. Diu que va passar només perquè ella creia en ell. I mentre Charley es dirigeix cap a ella, Joana s'agenolla.

## Cançons
| Acte I - History - Goodtime Charley - Voices & Visions - Bits and Pieces - To Make the Boy a Man - Why Can't We All Be Nice? - Born Lover - I Am Going to Love - Castles of the Loire - Coronation | Acte II - You Still Have a Long Way to Go - Merci, Bon Dieu - Confessional - One Little Year - I Leave the World |

## Premis i nominacions

### Producció original de Broadway
| Any  | Premi            | Categoria                                       | nominat              | Resultat |
| ---- | ---------------- | ----------------------------------------------- | -------------------- | -------- |
| 1975 | Tony Award       | Millor actor protagonista de musical            | Joel Grey            | nominat  |
| 1975 | Tony Award       | Millor actriu protagonista de musical           | Ann Reinking         | nominada |
| 1975 | Tony Award       | Millor actor de repartiment de musical          | Richard B. Shull     | nominat  |
| 1975 | Tony Award       | Millor actriu de repartiment de musical         | Susan Browning       | nominada |
| 1975 | Tony Award       | Millor escenografia                             | Rouben Ter-Arutunian | nominat  |
| 1975 | Tony Award       | Millor vestuari                                 | Willa Kim            | nominada |
| 1975 | Tony Award       | Millor il·luminació                             | Abe Feder            | nominat  |
| 1975 | Premi Drama Desk | Musical més destacat                            | Musical més destacat | nominat  |
| 1975 | Premi Drama Desk | Actor més destacat en un musical                | Joel Grey            | nominat  |
| 1975 | Premi Drama Desk | Actriu més destacada en un musical              | Ann Reinking         | nominada |
| 1975 | Premi Drama Desk | Actor de repartiment més destacat en un musical | Richard B. Shull     | nominat  |
| 1975 | Premi Drama Desk | Director de musical més destacat                | Peter H. Hunt        | nominat  |
| 1975 | Premi Drama Desk | Vestuari més destacat                           | Willa Kim            | nominada |
| 1975 | Premi Drama Desk | Il·luminació més destacada                      | Abe Feder            | nominat  |